# August von Goldbeck
Karl August Julius von Goldbeck (* 13. Februar 1792 in Mörs; † 25. April 1864 in Erfurt) war ein preußischer Generalmajor und Kommandeur der 3. Infanterie-Brigade.

## Leben

### Herkunft
August war der Sohn des Geheimen Kriegsrats und Direktor des Admiralitäts-Kollegiums in Geldern, Hans Christoph von Goldbeck (1735–1828) und dessen zweiter Ehefrau Susanne Cornelia Johanna, geborene Bergius (1753–1806).

### Militärkarriere
Goldbeck besuchte das Berliner Kadettenhaus, wurde am 25. Februar 1810 als Unteroffizier im 1. Pommerschen Infanterie-Regiment der Preußischen Armee angestellt und avancierte bis Anfang April 1811 zum Sekondeleutnant. Während des Feldzuges gegen Russland kämpfte er 1812 bei der Belagerung von Riga sowie in den Gefechten bei Eckau und Kyopen. Im folgenden Befreiungskrieg nahm Goldbeck an den Gefechten bei Lüneburg, Zesch, Thießen, Lier, Hoogstraaten, Großbeeren, Leipzig sowie den Belagerungen von Wittenberg, Wesel, Maubeuge und Philippeville teil. Für Mölln wurde ihm das Eiserne Kreuz II. Klasse verliehen.
Nach dem Krieg stieg Goldbeck bis Mitte Mai 1828 zum Kapitän und Kompaniechef auf. Vom 2. Oktober 1836 bis zum 29. März 1837 war er im 20. Infanterie-Regiment. Anschließend folgte unter Beförderung zum Major seine Ernennung zum Kommandeur des II. Bataillons im 32. Landwehr-Regiments. Daran schloss sich vom 3. November 1842 bis zum 21. März 1845 eine Verwendung als Kommandeur des II. Bataillons im 12. Landwehr-Regiment an. Goldbeck wurde dann in das 12. Infanterie-Regiment und Ende März 1847 zum Oberstleutnant befördert. Am 6. Juni 1848 ernannte man ihn zum Kommandeur des 6. Infanterie-Regiments. Zugleich fungierte Goldbeck vom 17. Oktober 1848 bis zum 9. Juli 1850 als Direktor der Vereinigten Divisionsschule des V. Armee-Korps. Am 15. April 1852 wurde er zum Kommandeur der 3. Infanterie-Brigade ernannt und am 15. Mai 1852 à la suite des 6. Infanterie-Regiments gestellt. In dieser Stellung erhielt er am 14. September 1852 den Roten Adlerorden III. Klasse mit Schleife und avancierte am 22. März 1853 zum Generalmajor. Goldbeck nahm am 10. März 1855 seinen Abschied mit Pension. Er starb am 25. April 1864 in Erfurt.

### Familie
Am 25. Juli 1829 heiratete Goldbeck in Stettin Emilie Wachenhusen (1809–1887). Das Paar hatte mehrere Kinder:
- Auguste Karoline Henriette (1830–1898)
- Adolf Hans (1831–1853), preußischer Sekondeleutnant
- Georg Christoph Alwin (1834–1913), Wirklicher Geheimer Oberregierungsrat und Hofkammerpräsident
- Richard (1844–1848)